# John Heilman
John William Heilman là một chính khách thành phố người Mỹ và ủy viên hội đồng thành phố của West Hollywood, California.  Ông đã phục vụ trong khả năng của thị trưởng nhiều lần kể từ năm 1985.

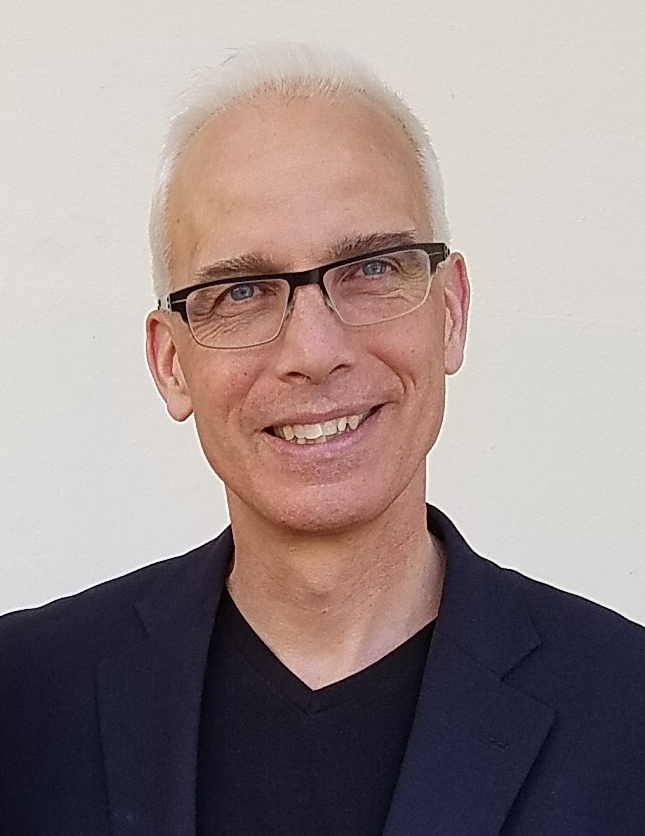
Thị trưởng John Heilman tại một buổi gây quỹ do Câu lạc bộ Dân chủ Stonewall tổ chức, tháng 4 năm 2017

Một người gốc ở Cleveland, Ohio, Heilman chuyển đến Nam California để theo học Trường Luật của Đại học Nam California.
Heilman đã tích cực trong việc thành lập Thành phố West Hollywood. Ông được bầu vào Hội đồng thành phố đầu tiên của Thành phố vào tháng 11 năm 1984 và đã phục vụ gần như liên tục kể từ đó.  Heilman đã thua cuộc bầu cử lại vào tháng 3 năm 2015, nhưng nhiều tháng sau đó đã giành được một cuộc bầu cử đặc biệt để lấp chỗ trống của Jeff Prang, người đã từ chức để trở thành giám định viên của L.A. John Heilman được chọn làm Thị trưởng thứ hai của Thành phố vào năm 1985, và cũng từng là Thị trưởng vào các năm 1990, 1995, 1999, 2001, 2006, 2010 và 2017. Ông bắt đầu lần đầu tiên làm Thị trưởng vào tháng 4 năm 2017.
Kể từ những ngày đầu tiên tham gia Hội đồng thành phố, một trong những mối quan tâm chính của Heilman là kết hợp dân sự. Heilman là công cụ trong việc thiết lập chương trình đăng ký đối tác trong nước của West Hollywood, cho phép các đối tác nhân viên thành phố đăng ký và nhận được lợi ích đối tác trong nước cho các cặp vợ chồng và người cao niên đồng giới, bất kể giới tính, ít nhất 62,5 tuổi và sống chung.
Heilman là một thành viên hội đồng trong quá khứ của Liên minh Tự do Dân sự Hoa Kỳ Nam California.
Đồng tính công khai, Heilman cũng là cựu chủ tịch của Nhóm quan chức địa phương đồng tính nam, đồng tính nữ và song tính và là đồng chủ tịch trước đây của Mạng lưới các quan chức đồng tính nữ và đồng tính quốc tế. Chiến dịch tái tranh cử năm 2007 của ông đã giành được sự ủng hộ của Quỹ Chiến thắng của người đồng tính nam và đồng tính nữ. Ông là thành viên tích cực của Câu lạc bộ Dân chủ Stonewall.  Heilman cũng là một thành viên của minh cho sự sống còn về kinh tế.
Do sự lãnh đạo của Heilman về vấn đề AIDS, ông đã nhận được Giải thưởng của Hội nghị Thị trưởng Hoa Kỳ năm 1990.
Heilman là một người đam mê chạy bộ và chịu trách nhiệm đưa Pride Run 5k/10k hàng năm của Frontrunners đến West Hollywood như một phần của sự kiện Christopher Street West/CSW Pride hàng năm của thành phố được tổ chức vào tháng 6 mỗi năm. Hiện tại, ông giảng dạy luật tại cả Trường Luật Tây Nam và Trường Luật Đại học Nam California.